# 유유시키
《유유시키》(일본어: ゆゆ式, Yuyushiki)는 미카미 코마타가 그린 일본의 네 컷 만화이다. 일본 호분샤의 월간 네 컷 만화 잡지 《망가 타임 키라라》 2008년 2월 호에 게스트로 게재된 후 같은 해 4월 호부터 연재되고 있다. 유즈코, 유이, 유카리 세 명의 느긋한 학교생활을 그린 치유계 작품이다. 제목 ‘유유시키’의 발음은 일본어 ‘由々しき事態→중대한 사태’의 억양과 같다.
2012년에 TV 애니메이션 제작이 발표되어 이듬해 4월부터 6월까지 방영되었다.

## 줄거리
단짝 친구인 노노하라 유즈코, 이치이 유이, 히나타 유카리 세 사람은 고등학생이 되어서도 변함없이 우정을 키워 가고 있었다. 그러던 어느 날, ‘정보 처리부’라는 동아리를 알게 된 세 사람은 거기에 입부하게 된다. 세 사람의 정보 처리부 활동 내용은 컴퓨터 두 대와 화이트 보드 한 대가 있는 부실에서 신경이 쓰인 단어를 인터넷에서 검색하고 그것으로 얻은 정보와 지식을 소재로 한 두서 없는 잡담에서 얻은 그녀들 나름의 교훈을 화이트 보드에 기입하는 것. 동아리 활동 외에도 친절한 선생님과의 만남, 새로운 친구들과의 만남 등을 통해 세 사람은 느긋하고 활기찬 학교생활을 보내게 된다.

## 등장인물

### 정보 처리부
노노하라 유즈코 (野々原 ゆずこ) 
성우 - 오오쿠보 루미
생년월일: 3월 24일 / 혈액형: A형 / 신장: 149cm
본 작품의 주인공 중 한 명. 정보 처리부의 부원 중 한 명. 언니가 한 명 있다.
순진한 성격으로, 엉뚱한 행동을 하여 유이에게 트집잡히기도 하지만 이상한 곳에서 진지해지는 면도 가지고 있다. 또한 윗사람에게 예의바르다.
경음악부나 미술부에서 기타나 데생 인형을 빌리는 등 학교 내에서 안면이 넓은 편이다.
사실 성적이 좋다. 일단은 안경도 가지고 있지만 머리 좋아 보이는 게 싫다는 이유로 평소에는 쓰지 않는다.
작은 가슴을 약간 신경 쓰는 묘사가 있다. 고양이를 좋아한다. 그러나 가슴이 큰 고양이가 있다면 좋아할 수 없다는 듯하다.
무서운 것에 약하지만 스스로 무서운 화제를 꺼내는 일이 종종 있다. 사실 초등학생 때 도랑에 넘어져서 오른쪽 손목이 골절된 적이 있다.
이치이 유이 (櫟井 唯) 
성우 - 츠다 미나미
생년월일: 5월 1일 / 혈액형: A형 / 신장: 160cm / 말버릇: “바보!!(アホッ!!)”
본 작품의 주인공 중 한 명. 정보 처리부의 부원 중 한 명.
시원시원한 성격에 언행도 다소 남성적이며 매번 폭주하기 쉬운 유즈코와 유카리에게 츳코미(ツッコミ)를 거는 역할을 맡는다. 그 때엔 유즈코와 유카리를 차갑게 대하거나 주먹으로 응징해줄 때도 있지만 마음 속으로는 소중히 생각하는 듯하다.
외모가 예쁘다는 것 같다. 유즈코와 유카리에게 귀엽다는 말을 많이 듣고, 여름 축제에서 헌팅 당하기도 했다는 모양.
초등학교 때 유카리에게 과자를 준 뒤부터 유카리와 친하게 지내게 된다.
금전 감각이 약한 유카리와 어릴 적부터 가까이 지내서 그런지 돈에 관한 일에 까다롭다.
1학년 때는 유즈코나 유카리와 가슴 크기가 별로 차이 없었지만 2학년 때의 여름 쯤부터 지난해 입었던 수영복을 입을 수 없을 정도로 크기가 변했다. 세 사람이 흩어질 일을 걱정하는 묘사가 가끔 있다.
사실 실수로 떨어뜨린 식칼이 발등을 뚫어버린 적이 있다.
히나타 유카리 (日向 縁) 
성우 - 타네다 리사
생년월일: 11월 11일 / 혈액형: O형 / 신장: 156cm
본 작품의 주인공 중 한 명. 정보 처리부의 부원 중 한 명이며 부장이다. ‘에이타(栄太)’라는 이름의 오빠가 있다. 유이와는 소꿉친구이며, 집이 부자이다.
친척 아저씨들에게 둘러싸여 있기 때문인지 오래된 이야기를 꺼낼 때가 있으며 그럴 땐 두 사람은 이해하지 못한다.
상당한 ‘천연 캐릭터(유즈코와 유즈코가 “풍선 같은 머리의 아이”라고도 한다)’지만 간혹 날카로운 면도 보인다. 유즈코의 텐션에 편승하여 유이에게 트집잡히는 일도 많다.
운동에 자신은 없는 듯하다. 타월 이불을 좋아해서 초등학생 때 곧잘 뒤집어쓰고 잤다고 한다.
정보 처리부에서는 부장을 맡고 있지만 기본적으로 컴퓨터는 만지지 않고 유즈코와 유이가 조사하는 것을 방관하고 있거나 화이트 보드에 낙서하는 경우가 많다.

### 주요 인물
마츠모토 요리코 (松本 頼子) 
성우 - 호리에 유이
정보 처리부의 고문을 맡고 있는 영어 교사. 가슴이 크다. 독신이다. 신장은 164 센티미터.
친절하고 온화한 성격이며 유즈코 일행의 정보 처리부 세 사람과는 거의 동세대의 친구처럼 지낸다.
유즈코와 유카리에게는 ‘엄마(お母さん)’, ‘엄마 선생님(お母さん先生)’이라고 불린다. 처음에는 싫어했지만 후에 다른 학생들에게까지 그렇게 불리는 사이에 복잡한 감정을 품고 있으면서도 “귀여워 보이기 시작했다”는 모양.
유즈코 일행의 정보 처리부의 ‘정리’를 보는 것을 즐거워한다.
유즈코 일행의 장난을 어려워하는 경우가 많다. 무서운 것과 깜짝 놀라는 것, 벌레나 파충류에 약하다.
동아리의 비품인 컴퓨터를 한 대 자기 집에 가져갔다. 그러나 돌려놓을 생각은 없는 상태.
아이카와 치호 (相川 千穂) 
성우 - 카야노 아이
유즈코 일행의 반 친구. 1학년과 2학년 때 모두 학급 위원장을 맡았다. 가슴이 크다.
입학식 때 유이와 대화를 나눈 뒤 유이에게 동경에 가까운 감정을 가지고 있다.
엉뚱한 행동이 눈에 띄는 두 사람을 어려워해서 유이가 혼자일 때만 말을 걸었지만 서점에서 유즈코를 만난 뒤로 친해지게 된다. 평소에는 케이, 후미와 세 명이서 다닌다.
집에서는 귀찮아하는 편으로 부모님에게 “제대로 위원장 하는 거 맞니?”라며 의문스럽게 생각되고 있다.
오카노 케이 (岡野 佳) 
성우 - 한 메구미
유즈코 일행의 반 친구. 치호의 친구. 친구에게는 ‘오카치’라고 불린다. 남동생과 여동생이 있다.
유이에게 치호를 뺏기지 않을까 해서 라이벌로 보고 있지만 물건을 사는 중 돈이 모자랐을 때 유이가 돈을 빌려 준 것을 계기로 ‘라이벌이지만 좋은 녀석’이라고 다시 생각한다. 그 뒤부터 유이와는 일상적으로 메일을 주고받는 사이가 되었다. 귀가부지만 정보 처리부의 활동에 참여하기도 한다.
하세가와 후미 (長谷川 ふみ) 
성우 - 시미즈 마나
유즈코 일행의 반 친구. 치호의 친구. 배드민턴부에 소속되어 있다. 유즈코에게는 ‘후미오’라고 불린다.
보기엔 멍하니 있는 것으로 보이지만 사실은 주위의 모습을 잘 살피고 유즈코 일행의 대화를 치호에게 전해 대화에 참여하도록 하기도 한다.
장난치기 좋아하는 느낌이 있다. 케이를 상대로 장난을 치다 제지당한다.

## 주요 무대
정보 처리부
유즈코 일행이 소속된 부활동.
과거에는 컴퓨터를 사용하는 연수에서 취업 활동을 지원하기 위한 동아리였지만 현재는 부장인 유카리가 생각해낸 (이야기의 흐름에서 나온) 테마를 인터넷에서 검색할 뿐인 동아리가 되어 있다. 고문인 마츠모토 선생님도 엄하지 않고 신입 부원도 없기 때문에 세 사람의 느긋하고 한가로운 활동이 계속되고 있다.
조사를 마친 뒤에는 화이트보드에 적당히 ‘정리’를 쓰는 것이 습관이 되어 있다.

## 서적
서적은 모두 호분샤에서 〈망가 타임 KR 코믹스〉로 간행하고 있다.

### 단행본
커버 아래에는 보너스 네 컷 만화가 안팎에 각 한 개씩(2권과 3권에는 두 개씩) 수록되어 있다.
제2권 이후 각 화의 3페이지째의 기둥(페이지 끝의 세로 여백 부분)에 유즈코, 유이, 유카리 세 명에게의 일문일답(기둥 코멘트)이 적혀 있다. 제1권의 기둥 코멘트는 제2권의 권말에 수록되어 있다.
| 제목·권수   | 발매일 (초판 발행일)              | ISBN                   | 표지 그림            |
| ----------- | --------------------------------- | ---------------------- | -------------------- |
| 유유시키 1  | 2009년 3월 26일 (2009년 4월 10일) | ISBN 978-4-8322-7794-6 | 유즈코, 유이, 유카리 |
| 유유시키 2  | 2010년 2월 27일 (2010년 3월 15일) | ISBN 978-4-8322-7892-9 | 유즈코, 유이         |
| 유유시키 3  | 2011년 3월 26일 (2011년 4월 10일) | ISBN 978-4-8322-4006-3 | 유즈코, 유카리       |
| 유유시키 4  | 2012년 3월 27일 (2012년 4월 11일) | ISBN 978-4-8322-4126-8 | 유이, 유카리         |
| 유유시키 5  | 2013년 4월 26일 (2013년 5월 11일) | ISBN 978-4-8322-4287-6 | 유이, 치호           |
| 유유시키 6  | 2014년 5월 27일 (2014년 6월 11일) | ISBN 978-4-8322-4442-9 | 유즈코, 엄마         |
| 유유시키 7  | 2015년 5월 27일 (2015년 6월 11일) | ISBN 978-4-8322-4570-9 | 치호, 케이, 후미     |
| 유유시키 8  | 2016년 6월 27일 (2015년 7월 12일) | ISBN 978-4-8322-4708-6 | 유카리, 후미         |
| 유유시키 9  | 2017년 8월 26일 (2017년 9월 10일) | ISBN 978-4-8322-4865-6 | 유이, 케이           |
| 유유시키 10 | 2019년 1월 25일 (2017년 2월 9일)  | ISBN 978-4-8322-7061-9 | 유즈코, 치호         |
| 유유시키 11 | 2020년 8월 27일 (2020년 9월 11일) | ISBN 978-4-8322-7208-8 | 유카리, 케이         |

### 앤솔러지
원작은 네 컷 만화이지만 이건 스토리 앤솔러지 코믹이다.
| 발매일·초판 발행일                                     | ISBN                   | 표지 일러스트                      | 참가자 |
| ------------------------------------------------------ | ---------------------- | ---------------------------------- | --- |
| 2013년 4월 26일 (발매일) 2013년 5월 11일 (초판 발행일) | ISBN 978-4-8322-4294-4 | 미카미 코마타 (겉) 카키후라이 (안) | - 미카미 코마타 - 카키후라이 - 사카야마 신타 - 츠루사키 유 - 루이 타마치 - 미진 코카 - 토쿠노 쇼타로 - 타네다 유타 - 야자와 오케 - 챠마 - 스즈시로 세리 - 근육☆타로 - Anmi - 아도벤챠라 - 타케 시노부 - 이노우에 카쿠 - 아오타 메이 - 하토포포코 - 네코민트 - 마쿠라베 쇼마 - 보루핏카 |

### 팬북
유유시키 잇시키
캐릭터 소개나 기둥 코멘트, 단행본의 특전 그림 등이 정리된 팬북. 후반에는 미카미 코마타의 인터뷰가 수록되어 있다. TV 애니메이션의 방송 종료와 같은 시기에 발매되고 있지만 애니메이션의 팬북이 아니라 원작을 클로즈업한 팬북이다.
| 제목                            | 발매일 (초판 발행일)              | ISBN                   |
| ------------------------------- | --------------------------------- | ---------------------- |
| 유유시키 잇시키 ~유유시키 팬북~ | 2013년 6월 27일 (2013년 7월 12일) | ISBN 978-4-8322-4317-0 |

### 드라마 CD
《If you want to be happy, be.》라는 제목으로 RONDO ROBE에서 발매. 2013년 12월에 개최된 코믹 마켓에서 선행 발매된 뒤 2014년 3월 27일부터 애니메이트 한정으로 발매되었다. 성우들은 TV 애니메이션과 동일.

## TV 애니메이션
| 원작                | 미카미 코마타 (호분샤 《망가 타임 키라라》 연재）     |
| 감독                | 카오리                                                |
| 시리즈 구성         | 타카하시 나츠코                                       |
| 캐릭터 디자인       | 타바타 히사유키                                       |
| 플롭 디자인         | 마지로, 타바타 히사유키, 카오리                       |
| 메인 애니메이터     | 마지로, 코지마 케이스케                               |
| 미술 감독·미술 설정 | 카토 히로시                                           |
| 색채 설계           | 미즈타 노부코                                         |
| 촬영 감독           | 와카바야시 유                                         |
| 편집                | 스도 히토미                                           |
| 음향 감독           | 아케타가와 진                                         |
| 음악                | sakai asuka                                           |
| 음악 통괄 프로듀서  | 카토 카즈히로 a.k.a. DJ UTO                           |
| 음악 제작           | EXIT TUNES                                            |
| 프로듀서            | 오구라 미츠토시, 코바야시 히로유키, 야마자키 후미노리 |
| 애니메이션 프로듀서 | 오가사와라 무네노리                                   |
| 라인 프로듀서       | 오누키 모리타케                                       |
| 애니메이션 제작     | 키네마 시트러스                                       |
| 제작                | 유유시키 정보 처리부                                  |

2013년 4월부터 6월에 걸쳐 전국 독립 방송 협의회 등에서 방송되었다. EXIT TUNES가 제작에 관여한 최초의 애니메이션 작품이다. 또한 키네마 시트러스가 《CØDE:BREAKER》(2012년 10월부터 12월까지 방송)에 이어 애니메이션 제작을 담당한 작품이자 아키야 유키에(해당 작품에서는 캐릭터 디자인·총 작화 감독을 담당) 및 카오리(해당 작품에서는 연출을 담당) 등 해당 작품에 참여했던 애니메이터, 연출가가 본 작품에도 다수 참여하고 있다.
공식 웹사이트에서는 《금빛 모자이크》(《망가 타임 키라라 MAX》 연재, 2013년 7월 ~ 9월에 TV 애니메이션 방영)와의 컬래버레이션 만우절 기획으로 캐릭터의 교체가 이루어졌다. 또한 해당 작품의 TV 애니메이션 제6화에서는 《애니메 타임 키라라》의 권중 특집이라는 형태로 본 작품이 등장하고 엔딩에도 제작위원회의 ‘유유시키 정보 처리부’가 협력으로 크레딧됐다.
2014년 6월 22일에는 2013년부터 2014년에 걸쳐 애니메이션화된 《망가 타임 키라라》의 작품들을 출전하는 이벤트 《망가 타임 키라라 페스타》에 본 작품도 출전해 주요 성우들이 등장했다.
2016년 1월 12일(1월 11일 심야)부터 BS11에서 재방송될 때 엔드 카드가 전부 변경되었다.
2016년 3월 26일에 개최된 《AnimeJapan2016》의 스테이지 이벤트 《헬로!! 금빛 모자이크 & 유유시키 합동 동창회》에서 스페셜 에피소드의 제작이 발표되었다.

### 주제가
오프닝 테마 〈하나 둘!〉
작사·작곡 - 후와리P / 노래 - 정보 처리부 (오오쿠보 루미, 츠다 미나미, 타네다 리사)
엔딩 테마 〈Affection〉
작사 - mitsu / 작곡·편곡 - Another Infinity (Ryu☆, Starving Trancer) / 노래 - Mayumi Morinaga
이미지 송 〈세츠나이로〉
작사 - mitsu / 작곡 - Another Infinity (Ryu☆, Starving Trancer) / 노래 - 정보 처리부 (오오쿠보 루미, 츠다 미나미, 타네다 리사)
상기 세 곡을 수록하여 2013년 4월 17일에 발매된 싱글 〈하나 둘!〉은 같은 해 4월 29일자 오리콘 주간 랭킹에서 첫 등장, 제20위를 차지했다.

### 에피소드 목록
| 화수   | 부제목                                         | 각본                             | 콘티                    | 연출                      | 작화 감독                                                    | 총 작화 감독                   | 엔드 카드              | 엔드 카드     |
| 화수   | 부제목                                         | 각본                             | 콘티                    | 연출                      | 작화 감독                                                    | 총 작화 감독                   | 본방송                 | 재방송        |
| ------ | ---------------------------------------------- | -------------------------------- | ----------------------- | ------------------------- | ------------------------------------------------------------ | ------------------------------ | ---------------------- | ------------- |
| 제1화  | 고등학생이 되었습니다 (高校生になりました)     | 타카하시 나츠코                  | 카오리                  | 타치바나 마사키           | 마지로                                                       | 타바타 히사유키                | 쿠로다bb               | 미카미 코마타 |
| 제2화  | 정보 처리부 (情報処理部)                       | 타카하시 나츠코                  | 코지마 마사유키         | 코지마 마사유키           | 마츠오 아키코                                                | 타바타 히사유키, 아키야 유키에 | 요시다 켄이치          | 오카와 부쿠부 |
| 제3화  | 여름 방학이다! (夏休みじゃーい!)               | 피에르 스기우라, 타카하시 나츠코 | 히로시 이케하타         | 히로시 이케하타           | 코지마 케이스케                                              | 타바타 히사유키, 아키야 유키에 | 후지마 타쿠야          | 케이 스와베   |
| 제4화  | 위원장 (いいんちょう)                          | 하라다 사야카, 타카하시 나츠코   | 코지마 마사유키         | 손승희                    | 하세베 아츠시, 노자키 레이코                                 | 타바타 히사유키, 아키야 유키에 | 키무라 타카히로, RICCA | 쇼지 아유무   |
| 제5화  | 유이와 유카리 와 유즈코 (唯と縁 とゆずこ)      | 타카하시 나츠코                  | 코지마 마사유키         | 타치바나 마사키           | 노자키 레이코, 오시타 큐마                                   | 타바타 히사유키, 아키야 유키에 | 미카제 타카시          | 베니샤케      |
| 제6화  | 첫눈 전골 요리 (初雪なべ)                      | 히라미 미하루, 타카하시 나츠코   | 타치바나 마사키         | 키타가와 타카유키         | 코지마 케이스케                                              | 타바타 히사유키, 아키야 유키에 | Koi                    | 미도리카와 요 |
| 제7화  | 3학기! (3学期っ!)                              | 피에르 스기우라                  | 히로시 이케하타         | 히로시 이케하타           | 마지로                                                       | 타바타 히사유키, 아키야 유키에 | 키세 카즈치카          | 토쿠미 유이코 |
| 제8화  | 2학년이 되었습니다 (2年生になりました)         | 타카하시 나츠코                  | 손승희                  | 손승희                    | 하세베 아츠시, 마츠오 아키코                                 | 타바타 히사유키, 아키야 유키에 | 카키후라이             | 네코우메      |
| 화9화  | 섞이는 애 (まじゃりんこ)                       | 하라다 사야카                    | 히로시 이케하타         | 히로시 이케하타           | 선홍                                                         | 타바타 히사유키, 아키야 유키에 | 사이네                 | 츠루사키 유   |
| 제10화 | 즐거우니까 (楽しいから)                        | 카오리                           | 카오리                  | 코지마 마사유키           | 마지로, 코지마 케이스케, 가이 카쿠토                         | 타바타 히사유키, 아키야 유키에 | 칸자키 히로            | 이시키        |
| 제11화 | 이런 시간 (こーゆー時間)                       | 타카하시 나츠코                  | 코지마 마사유키         | 손승희, 키타가와 타카유키 | 지츠하라 노보루, 야마우치 노리야스, 오시타 큐마              | 타바타 히사유키, 아키야 유키에 | 카즈호                 | 후즈키 후로   |
| 제12화 | No Event Good Life (ノーイベント グッドライフ) | 타카하시 나츠코                  | 코지마 마사유키, 카오리 | 카오리                    | 타바타 히사유키, 아키야 유키에, 하세베 아츠시, 마츠오 아키코 | -                              | 미카미 코마타          | 미카미 코마타 |

### 방송사
| 방송 지역  | 방송사          | 방송 기간                  | 방송 일시                          | 방송 계열              | 비고             |
| ---------- | --------------- | -------------------------- | ---------------------------------- | ---------------------- | ---------------- |
| 도쿄도     | TOKYO MX        | 2013년 4월 10일 ~ 6월 26일 | 수요일 0:30 ~ 1:00 (화요일 심야)   | 전국 독립 방송 협의회  |                  |
| 효고현     | 선 TV           | 2013년 4월 10일 ~ 6월 26일 | 수요일 0:30 ~ 1:00 (화요일 심야)   | 전국 독립 방송 협의회  |                  |
| 교토부     | KBS 교토        | 2013년 4월 10일 ~ 6월 26일 | 수요일 1:00 ~ 1:30 (화요일 심야)   | 전국 독립 방송 협의회  |                  |
| 가나가와현 | tvk             | 2013년 4월 10일 ~ 6월 26일 | 수요일 1:30 ~ 2:00 (화요일 심야)   | 전국 독립 방송 협의회  |                  |
| 아이치현   | TV 아이치       | 2013년 4월 10일 ~ 6월 26일 | 수요일 1:35 ~ 2:05 (화요일 심야)   | TV 도쿄 계열           |                  |
| 일본 전역  | AT-X            | 2013년 4월 10일 ~ 6월 26일 | 수요일 21:30 ~ 22:00               | 애니메이션 전문 CS방송 | 재방송 있음      |
| 일본 전역  | BS11            | 2013년 4월 11일 ~ 6월 27일 | 목요일 0:00 ~ 0:30 (수요일 심야)   | BS방송                 | 《ANIME+》 틀    |
| 일본 전역  | 반다이 채널     | 2013년 4월 11일 ~ 6월 27일 | 수요일 12:00 업데이트              | 인터넷 방송            | 엔드 카드 미방송 |
| 일본 전역  | 니코니코 생방송 | 2013년 4월 12일 ~ 6월 28일 | 금요일 0:00 ~ 0:30 (목요일 심야)   | 인터넷 방송            | 엔드 카드 미방송 |
| 일본 전역  | 니코니코 채널   | 2013년 4월 12일 ~ 6월 28일 | 금요일 0:30 업데이트 (목요일 심야) | 인터넷 방송            | 엔드 카드 미방송 |

### 관련 상품

#### BD / DVD
발매·판매: 제네온 유니버설
| 권수 | 발매일           | 수록 에피소드   | 규격 품번 | 규격 품번 | 규격 품번 |
| 권수 | 발매일           | 수록 에피소드   | BD 초회판 | BD 통상판 | DVD       |
| ---- | ---------------- | --------------- | --------- | --------- | --------- |
| 1    | 2013년 5월 29일  | 제1화 ~ 제2화   | GNXA-1521 | GNXA-1531 | GNBA-2101 |
| 2    | 2013년 6월 26일  | 제3화 ~ 제4화   | GNXA-1522 | GNXA-1532 | GNBA-2102 |
| 3    | 2013년 7월 24일  | 제5화 ~ 제6화   | GNXA-1523 | GNXA-1533 | GNBA-2103 |
| 4    | 2013년 8월 28일  | 제7화 ~ 제8화   | GNXA-1524 | GNXA-1534 | GNBA-2104 |
| 5    | 2013년 9월 25일  | 제9화 ~ 제10화  | GNXA-1525 | GNXA-1535 | GNBA-2105 |
| 6    | 2013년 10월 23일 | 제11화 ~ 제12화 | GNXA-1526 | GNXA-1536 | GNBA-2106 |
| BOX  | 2015년 11월 26일 | 제1화 ~ 제12화  | GNXA-1527 | -         | -         |

#### CD
발매: EXIT TUNES / 판매: 포니캐년
| 발매일          | 제목                                                   | 규격 품번   | 규격 품번  |
| 발매일          | 제목                                                   | 초회 한정판 | 통상판     |
| --------------- | ------------------------------------------------------ | ----------- | ---------- |
| 2013년 4월 17일 | 하나 둘!                                               | QWCE-00274  | QWCE-00275 |
| 2013년 7월 17일 | 유유시키 캐릭터 송 앨범 1교시째!                       | QWCE-00287  | QWCE-00294 |
| 2013년 7월 17일 | 유유시키 오리지널 사운드 트랙 Feeling good (nice) wind | -           | QWCE-00295 |
| 2015년 2월 4일  | 유유시키 캐릭터 송 2교시째! 노노하라 유즈코 편         | -           | QWCE-00420 |
| 2015년 3월 4일  | 유유시키 캐릭터 송 3교시째! 히나타 유카리 편           | -           | QWCE-00435 |
| 2015년 4월 1일  | 유유시키 캐릭터 송 4교시째! 이치이 유이 편             | -           | QWCE-00449 |

#### 팬북 (애니메이션)
유유시키 TV 애니메이션 공식 가이드북 ~정보 처리부의 라이프로그~
TV 애니메이션판의 가이드북. 각 성우 인터뷰 및 제작진 인터뷰, 설정 자료와 일러스트 등이 수록되어 있다.
| 제목                                                            | 발매일 (초판 발행일)               | ISBN                   |
| --------------------------------------------------------------- | ---------------------------------- | ---------------------- |
| 유유시키 TV 애니메이션 공식 가이드북 ~정보 처리부의 라이프로그~ | 2013년 9월 27일 (2013년 10월 12일) | ISBN 978-4-8322-4343-9 |

#### 애플리케이션
제작: 코나미 디지털 엔터테인먼트
- 유비트 플러스 유유시키 컬래버레이션 팩 - 2013년 10월 28일
- 리플렉 비트 플러스 유유시키 컬래버레이션 팩 - 2013년 10월 28일

### 내용주
1. ↑  이벤트 류의 묘사가 거의 없고 진급도 한 컷으로 마쳤다.
2. ↑  이 행위가 학교에 들킬 경우에는 업무상횡령죄를 물을 수 있지만 학교 측이 가만히 있는 것에는 특별한 사정이 있는 듯하다.
3. ↑  이 묘사가 나오는 건 애니메이션의 여름 방학 이야기 후반. 원작자가 그린 플롯이 존재하며 그것에 기초한다.
4. ↑  제네온 유니버설 엔터테인먼트, 호분샤, EXIT TUNES, 쇼게이트, 키네마 시트러스.
5. ↑  해당 회사의 모기업 포니캐년은 CD 판매 외에는 관여하지 않는다.
6. ↑  그 인연으로 제8화에는 유즈코가 손에 푸른 불꽃(《CØDE:BREAKER》의 주인공이 지닌 이능 중 한 가지)을 드는 원작 3권 42쪽에 있는 이야기의 강화판이 포함되어 있다.

### 참조주
1. ↑  芳文社 まんがタイムきらら2013年5月号「ゆゆ式アフレコ現場に行ってきました。」에서.
2. ↑  “ゆゆ式：テレビアニメ化決定　「まんがタイムきらら」の4コママンガ”. MANTANWEB（まんたんウェブ）. 2016년 3월 4일에 원본 문서에서 보존된 문서. 2012년 8월 9일에 확인함.
3. 1 2 3  三上小又 (2009). 《ゆゆ式 1》. 芳文社. 2쪽. ISBN 978-4-8322-7794-6.
4. 1 2 3 4  三上小又 (2013). 《ゆゆ式 一式 〜ゆゆ式ファンブック〜》. 芳文社. ISBN 978-4-8322-4317-0.
5. ↑  まんがタイムきらら 編 (2013). 《ゆゆ式 TVアニメ公式ガイドブック 情報処理部のライフログ〜》. 芳文社. 69쪽. ISBN 978-4-8322-4343-9.
6. ↑  1월 11일 공식 트윗에서.
7. ↑  “『ゆゆ式』スペシャルエピソード制作決定！！”. 2016년 3월 26일에 확인함.
8. ↑  “TVアニメ『ゆゆ式』テーマ・ソングCDがオリコン週間ランキング20位獲得！”. CDJournal. 2013년 6월 26일에 확인함.